# Gordon Greer
Gordon Greer (Glasgow, 14 december 1980) is een Schots voormalig voetballer die doorgaans speelde als centrale verdediger. Tussen 2000 en 2018 kwam hij uit voor Clyde, Blackburn Rovers, Stockport County, Kilmarnock, Doncaster Rovers, Swindon Town, Brighton & Hove Albion, opnieuw Blackburn Rovers en opnieuw Kilmarnock. Greeg maakte in 2013 zijn debuut in het Schots voetbalelftal en kwam uiteindelijk tot elf interlands.

## Clubcarrière
Greer speelde in de jeugd van Clyde en was later actief bij Blackburn Rovers en Stockport County. Tussen 2003 en 2007 was de verdediger actief als speler van het Schotse Kilmarnock. Na deze vier jaren tekende hij bij Doncaster Rovers, waar hij twee jaar actief was. Hij speelde echter weinig en werd nog tussentijds verhuurd aan Swindon Town. Swindon kocht hem later ook nog en na één seizoen verkaste de Schot naar Brighton & Hove Albion. In 2016 maakte Greer de overstap naar zijn oude club Blackburn Rovers, waar hij zijn handtekening zette onder een verbintenis voor de duur van één seizoen. Na het aflopen van deze verbintenis vertrok hij naar Kilmarnock, waar hij opnieuw voor één seizoen tekende. Na afloop van dat seizoen besloot hij een punt achter zijn actieve loopbaan te zetten.

## Interlandcarrière
Greer maakte zijn debuut in het Schots voetbalelftal op 15 november 2013. Op die dag werd een vriendschappelijke wedstrijd tegen de Verenigde Staten met 0–0 gelijkgespeeld. De verdediger begon in de basis en speelde de volledige negentig minuten mee. De andere debutant dit duel was Gary Mackay-Steven (Dundee United).
| Interlands van Gordon Greer voor Schotland | Interlands van Gordon Greer voor Schotland | Interlands van Gordon Greer voor Schotland | Interlands van Gordon Greer voor Schotland | Interlands van Gordon Greer voor Schotland | Interlands van Gordon Greer voor Schotland |
| №                                          | Datum                                      | Wedstrijd                                  | Uitslag                                    | Competitie                                 | Goals                                      |
| Als speler bij Brighton & Hove Albion      | Als speler bij Brighton & Hove Albion      | Als speler bij Brighton & Hove Albion      | Als speler bij Brighton & Hove Albion      | Als speler bij Brighton & Hove Albion      | Als speler bij Brighton & Hove Albion      |
| ------------------------------------------ | ------------------------------------------ | ------------------------------------------ | ------------------------------------------ | ------------------------------------------ | ------------------------------------------ |
| 1                                          | 15 november 2013                           | Schotland – Verenigde Staten               | 0 – 0                                      | Vriendschappelijk                          |                                            |
| 2                                          | 19 november 2013                           | Noorwegen – Schotland                      | 0 – 1                                      | Vriendschappelijk                          |                                            |
| 3                                          | 5 maart 2014                               | Polen – Schotland                          | 0 – 1                                      | Vriendschappelijk                          |                                            |
| 4                                          | 28 mei 2014                                | Schotland – Nigeria                        | 2 – 2                                      | Vriendschappelijk                          |                                            |
| 5                                          | 14 oktober 2014                            | Polen – Schotland                          | 2 – 2                                      | EK 2016 kwalificatie                       |                                            |
| 6                                          | 25 maart 2015                              | Schotland – Noord-Ierland                  | 1 – 0                                      | Vriendschappelijk                          |                                            |
| 7                                          | 29 maart 2015                              | Schotland – Gibraltar                      | 6 – 1                                      | EK 2016 kwalificatie                       |                                            |
| 8                                          | 5 juni 2015                                | Schotland – Qatar                          | 1 – 0                                      | Vriendschappelijk                          |                                            |
| 9                                          | 11 oktober 2015                            | Gibraltar – Schotland                      | 0 – 6                                      | EK 2016 kwalificatie                       |                                            |
| 10                                         | 29 maart 2016                              | Schotland – Denemarken                     | 1 – 0                                      | Vriendschappelijk                          |                                            |
| 11                                         | 4 juni 2016                                | Frankrijk – Schotland                      | 3 – 0                                      | Vriendschappelijk                          |                                            |